# Аматуни, Андрей Цолакович
Андре́й Цола́кович Аматуни́ (арм. Անդրեյ Ցոլակի Ամատունի; 10 января 1928, Ленинград — 10 октября 1999, Москва) — армянский физик-теоретик.
Академик НАН РА (1996), доктор физико-математических наук (1972), профессор (1983). Заслуженный деятель науки Армянской ССР (1991). Директор Ереванского физического института (1973—1992).
Исследования относятся к антиферромагнитной квантовой теории, созданию детекторов нового типа ультрарелятивистских частиц, теории элементарных частиц, созданию новых методов ускорения частиц.

## Биография
Андрей Цолакович Аматуни родился 10 января 1928 года в Ленинграде, в семье партийных деятелей. Отец Цолак Аматуни и мать Асмик Папьян были бойцами отряда Камо, работали в Томске, Свердловске, Ленинграде, Москве, Ростове-на-Дону. В 1937 году Цолак Аматуни был репрессирован, в 1938 году — умер, а в 1956 году посмертно реабилитирован.
Андрей Аматуни окончил Ереванскую среднюю школу № 20. В 1945 году он поступил на физико-математический факультет Ереванского государственного университета, откуда в 1948 году перевёлся на физический факультет Московского государственного университета, который окончил в 1950 году.
В 1950 году преподавал на факультете общей физики Ереванского русского педагогического института (ныне ЕГУЯСН имени Брюсова). С того же года по 1988 год он читал лекции по специальным курсам теоретической физики на физическом факультете Ереванского государственного университета. В 1954—1956 годах Аматуни учился в аспирантуре Московского университета под руководством доктора физико-математических наук, профессора Сергея Владимировича Тябликова. Там же в 1956 году он защитил кандидатскую диссертацию на тему «К теории антиферромагнетизма». На становление Андрея Аматуни как физика оказали существенное влияние также Николай Николаевич Боголюбов, Лев Давидович Ландау, Анатолий Александрович Власов.
С 1956 года Андрей Аматуни был старшим научным сотрудником Ереванского физического института. В 1972 году он защитил докторскую диссертацию на тему «Некоторые вопросы теории излучения и физики элементарных частиц». В 1965—1973 годах был первым заместителем директора, а в 1973—1992 годах — директором Ереванского физического института. В 1983 году получил учёное звание профессора.
Андрей Аматуни был председателем специализированного совета при Ереванском физическом институте по специальностям «теоретическая и математическая физика», «физика элементарных частиц и атомного ядра», членом научных советов АН СССР по ядерной физике, физике элементарных взаимодействий, по проблеме «Космические лучи», членом правления общества «Знание» Армянской ССР, членом редакционной коллегии журнала «Известия АН Армянской ССР. Физика». Член КПСС с 1963 года. Избирался членом Ереванского городского комитета КП Армении, депутатом Ереванского городского Совета народных депутатов.
Андрей Аматуни является автором более 100 научных трудов по теории антиферромагнетизма, теории излучения и ионизационных потерь заряженных частиц, прикладной физике.
В 1996 году Андрей Аматуни был избран действительным членом Национальной академии наук Республики Армения.
Андрей Цолакович Аматуни скончался 10 октября 1999 года от сердечного приступа в самолёте, по пути на научную конференцию в Японию. Похоронен в Ереванском городском пантеоне.

## Научная деятельность
В период обучения в аспирантуре Московского университета (1954—1956) Андрей Аматуни выполнил ряд работ по квантовой теории антиферромагнетизма. Применённый им метод Тябликова — Боголюбова позволил полнее исследовать основное и возбуждённые состояния антиферромагнетизма. Этим исследованиям была посвящена кандидатская диссертация Аматуни.
С 1958 года Андрей Аматуни совершил работы по созданию физического проекта Ереванского синхротрона, разработал проект системы инжекции электронов в синхротрон. Он участвовал в создании проекта специализированного источника синхротронного излучения — накопителя электронов на базе существующего ускорителя.
В 1960—1964 годах Андрей Аматуни выполнил цикл работ по теории переходного излучения. Им рассматривались размытость границы раздела, влияние пространственной дисперсии на спектр переходного излучения, переходное излучение электрических и магнитных диполей. Решённые им задачи по теории переходного излучения способствовали выяснению возможностей её практического использования в физике высоких энергий.
С 1965 года Андрей Аматуни выполнил работы по физике элементарных частиц. Он получил ряд результатов по теории фоторождения мезонов при высоких энергиях в модели комплексных моментах (векторные — {\displaystyle \rho }, {\displaystyle \mu }, {\displaystyle \varphi } и псевдоскалярные — {\displaystyle \mathrm {K} ^{+}}, {\displaystyle \mathrm {K} ^{0}}). Аматуни эффективно применил методы нелинейного функционального анализа к решению некоторых уравнений теории элементарных частиц.
Андрей Аматуни в рамках магнитной гидродинамики решил задачи по ускорению пучков заряжённых частиц при прохождении через плазму. Им предложен вариант лазерного ускорения заряжённых частиц поверхностной волной, возникающей при полном внутреннем отражении.
- Аматуни А. Ц., Гарибян Г. М. К развитию теоретической физики в Советской Армении // Из история естествознания и техники. — 1962. — № 2. — С. 45—76.
- Аматуни А. Ц., Гарибян Г. М. Об одном свойстве переходного излучения в оптической области // Известия АН Армянской ССР. Физика. — 1966. — № 1 (5). — С. 342—346.
- Аракелян Г. Г., Аматуни А. Ц., Гаряка А. П., Еремян Ш. С., Зверев, А. М. Фоторождение {\displaystyle K}-мезонов в модели полюсов Редже с учётом разрезов // Известия АН Армянской ССР. Физика. — 1971. — № 6 (5). — С. 343—350.
- Григорян Р. П., Аматуни А. Ц., Аракелян Г. Г., Еремян Ш. С. Фоторождение заряженных {\displaystyle \rho }-мезонов в модели комплексных моментов // Известия АН Армянской ССР. Физика. — 1972. — № 7 (4). — С. 235—242.
- Аматуни А. Ц., Сехпосян Э. В., Элбакян С. С. Переходное излучение при генерации продольных волн в плазме // Известия АН Армянской ССР. Физика. — 1974. — № 9 (1). — С. 24—29.
- Аматуни А. Ц., Григорян А. А. Фоторождение {\displaystyle B}-мезонов в модели комплексных моментов и правило Моррисона // Известия АН Армянской ССР. Физика. — 1974. — № 9 (4). — С. 271—276.
- Аматуни А. Ц., Ацагорцян К. З., Сехпосян Э. В., Элбакян С. С. Ионизационные потери ультрарелятивистской заряжённой частицы в среде, находящейся в поле сильной электромагнитной волны // Известия АН Армянской ССР. Физика. — 1976. — № 11 (1). — С. 34—43.
- Аматуни А. Ц., Магомедов М. Р., Сехпосян Э. В., Элбакян С. С. Поляризационные потери релятивистской заряжённой частицы в плазме в присутствии сильного внешнего высокочастотного электрического поля // Известия АН Армянской ССР. Физика. — 1977. — № 12 (4). — С. 244—250.
- Аматуни А. Ц. Кварк-глюонная модель и проверка некоторых её следствий на Ереванском электронном ускорителе // Известия АН Армянской ССР. Физика. — 1981. — № 16 (2). — С. 144—157. — ISSN 0002-3035.
- Аматуни А. Ц., Асатиани Т. Л., Мамиджанян Э. А., Сардарян Р. А. Итоги первых высокогорных экспедиций по изучению космических лучей (К сорокалетию первой экспедиции на гору Арагац) // Известия АН Армянской ССР. Физика. — 1983. — № 18 (5). — С. 263—275. — ISSN 0002-3035.
- Аматуни А. Ц., Сехпосян Э. В., Элбакян С. С. Нелинейные кильватерные волны в плазме с подвижными ионами // Известия АН Армянской ССР. Физика. — 1990. — № 25 (1). — С. 18—24. — ISSN 0002-3035.
- Аматуни А. Ц., Сехпосян Э. В., Элбакян С. С. Учёт конечных поперечных размеров сгустка электронов при генерации нелинейных кильватерных волн в плазме // Известия АН Армянской ССР. Физика. — 1990. — № 25 (6). — С. 307—313. — ISSN 0002-3035.
- Аматуни А. Ц., Сехпосян Э. В., Хачатрян А. Г., Элбакян С. С. Возбуждение кильватерных волн в плазме последовательностью сгустков заряжённых частиц. II // Известия НАН РА. Физика. — 1993. — № 28 (1). — С. 8—13. — ISSN 0002-3035.
- Tumanyan A. R., Simonyan Kh. A., Mkrtchyan R. L., Amatuni A. Ts., Avakyan R. O., Khudaverdyan A. G. Coaxial Ring Cyclotron as a Perspective Nuclear Power Engineering Machine (англ.) // YerPhI Preprint. — 1995. — arXiv:acc-phys/9507001.
- Amatuni A. Nonlinear Two-dimensional potential plasma wake waves (англ.) // YerPhI Preprint. — 1996. — arXiv:physics/9611017.
- Amatuni A. Selfacceleration of Electrons in One-dimensional Bunches, Moving in Cold Plasma (англ.) // YerPhI Preprint. — 1996. — arXiv:acc-phys/9609003.
- Amatuni A., Arutunian S. G., Mailian M. R. Generator-Invertor-Dumper System of Electron (Positron) Bunches Moving in Cold plasma for Development of Strong Accelerating Electric Field (англ.) // YerPhI Preprint. — 1997. — arXiv:physics/9701013.
- Amatuni A. Ts., Arutunian S. G., Mailian M. R. Two-dimensional Stationary Wake Fields in Vortexfree Cold Plasma. I (англ.) // YerPhI Preprint. — 1998. — arXiv:physics/9802004.
- Amatuni A. Ts. Amplification of external em-wave by nonlinear wake waves in cold plasma (англ.) // Proceedings of the 1999 Particle Accelerator Conference. — New York, 1999. — P. 3660—3662.
- Amatuni A. Ts., Arutunian S. G., Elbakian S. S., Mailian M. R., Petrossian M. L. Possible energy increase of high current electron accelerators (англ.) // Proceedings of the 1999 Particle Accelerator Conference. — New York, 1999. — No. 3657—3659.
- Amatuni A. Ts. Amplification of External EM-wave by Nonlinear Wake Waves in Cold Plasma (англ.) // YerPhI Preprint. — 1999. — arXiv:physics/9906062.

## Награды
- Орден Дружбы (Россия, 21 июля 1997) — за большой вклад в становление, развитие атомной науки и промышленности, укрепление дружбы и сотрудничества между народами[15].
- Орден Октябрьской Революции[12][7].
- Орден Трудового Красного Знамени[12].
- Заслуженный деятель науки Армянской ССР (1991)[6].
- Почётная грамота Президиума Верховного Совета Армянской ССР[12].